# 酒井右京
酒井 右京（さかい うきょう）は、江戸時代の出羽庄内藩家老。
藩政改革のために藩主酒井忠発を廃そうと企てるが、計画が失敗して逮捕され、切腹を命ぜられた。

## 略歴
- 1807年1月29日、庄内藩の組頭酒井了安の次男として鶴岡に生まれる。
- 1820年、父了安から1,300石の家督を相続する。
- 1838年、庄内藩の中老となる。
- 1844年、庄内藩の家老となる。
- 1849年、弟の了明に家督を譲る。
- 1853年、忠発の隠居と忠恕（忠発の嫡男）の家督相続を求める陳情書を老中阿部正弘に提出する。
- 1864年、陳情書を老中稲葉正邦に提出する。
- 1866年、藩政改革派の陰謀が発覚し逮捕される。
- 1867年9月11日、改革派の首領として切腹を命ぜられ死去する。享年61。